# Bekim Balaj
Bekim Balaj, född 11 januari 1991 i Reç (Reç i Poshtëm), Shkodra i Albanien, är en albansk fotbollsspelare som spelar för albanska KF Vllaznia. Balaj spelar även för Albaniens herrlandslag i fotboll sedan 2012. 

## Klubbkarriär
Balaj inledde sin karriär i sin hemstad Shkodra genom att spela för Vllaznia Shkodër vid 11 års ålder. Han har även spelat i Turkiet och Polen utöver spel i Tjeckien.
Den 21 juli 2021 värvades Balaj av ryska Nizjnij Novgorod.

## Landslagskarriär
I september 2014 gjorde han sitt första landslagsmål då han satte det avgörande målet i 0–1-segern borta mot blivande europamästarna Portugal i kvalet till EM 2016.